# Scaër
Scaër è un comune francese di 5 366 abitanti situato nel dipartimento del Finistère nella regione della Bretagna.

## Luoghi d'interesse
- Cappella di Coadry, da cui prendono il nome le pietre di Coadry a forma di croce (staurolite) e la caratteristica croce che le ricorda, detta appunto "Pietra di Coadry".

## Società

### Evoluzione demografica
Abitanti censiti